# あなたと歌おう
『あなたと歌おう』（あなたとうたおう）は、 やもり（森山良子と矢野顕子）のデビュー・アルバム。2010年7月14日発売。発売元はヤマハミュージックコミュニケーションズ。規格品番：YCCW-10116。

## 概要
森山と矢野がデュオ・ボーカルを務め、矢野がピアノで伴奏を行う。
サポート・メンバーは、ギターで佐橋佳幸、パーカッションで三沢またろうが参加。

## 収録曲
1. 風のブランコ
  - 作詞：森山良子  作曲：矢野顕子
  - 2010年6-7月、NHK「みんなのうた」で放映された。
2. アイツは俺を知っている
  - 作詞：森山良子  作曲：矢野顕子
3. 青春の光と影
  - 作詞・作曲：Joni Mitchell
  - ジョニ・ミッチェルの曲のカバー。
  - 原題は「Both Sides, Now」。
4. 嘆きの淵にある時も
  - 作詞・作曲：岡林信康
  - 岡林信康の曲のカバー。
  - 矢野のソロバージョンは『音楽堂』に収録。
5. ただいまの歌
  - 作詞・作曲：矢野顕子
  - 日清製粉110周年記念コマーシャルの主題歌。
  - なお、矢野の1981年の曲「ただいま。」とは無関係。
6. Beautiful Dreamer
  - 作詞・作曲：STEPHEN C. FOSTER
7. 旅の宿
  - 作詞：岡本おさみ 作曲：吉田拓郎
  - 吉田拓郎の曲のカバー。
8. 恋愛宣言
  - 作詞・作曲：矢野顕子
9. 死んだ男の残したものは
  - 作詞：谷川俊太郎  作曲：武満徹
  - 森山が1960年代後半より歌い続けている楽曲。
  - ソロのスタジオ録音は『森山良子 TWIN BEST』（2007年）などに収録。
10. 温泉に行こう
  - 作詞：川村結花・矢野顕子  作曲：矢野顕子
11. Going Home
  - 作詞：WILLIAM ARMS FISHER  作曲：ANTONIN DVORAK
12. わたしたちの明日
  - 作詞・作曲：矢野顕子
13. あなたと歌おう
  - 作詞・作曲：森山良子